# Stadtturm (Baden)

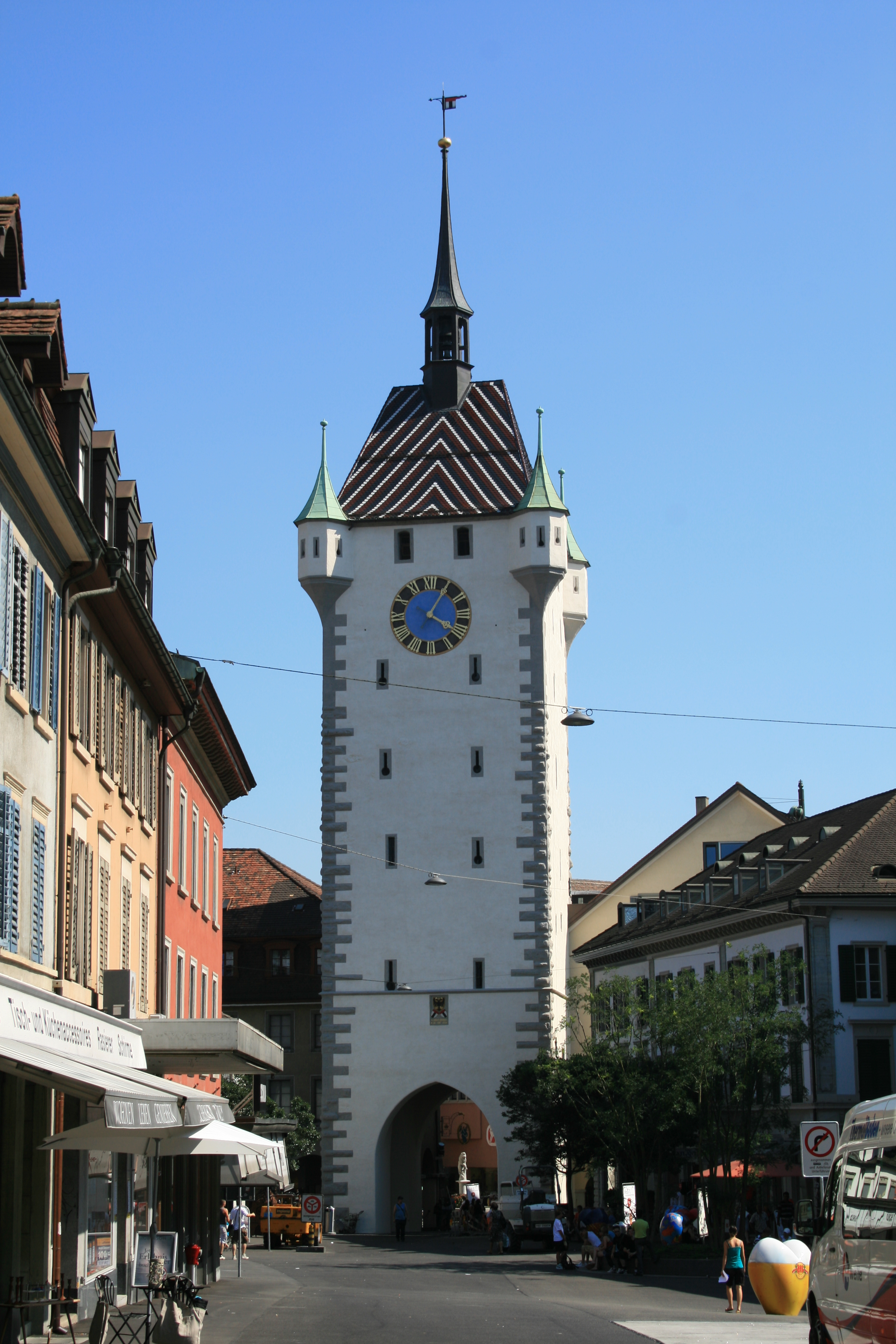
Der neu renovierte Stadtturm

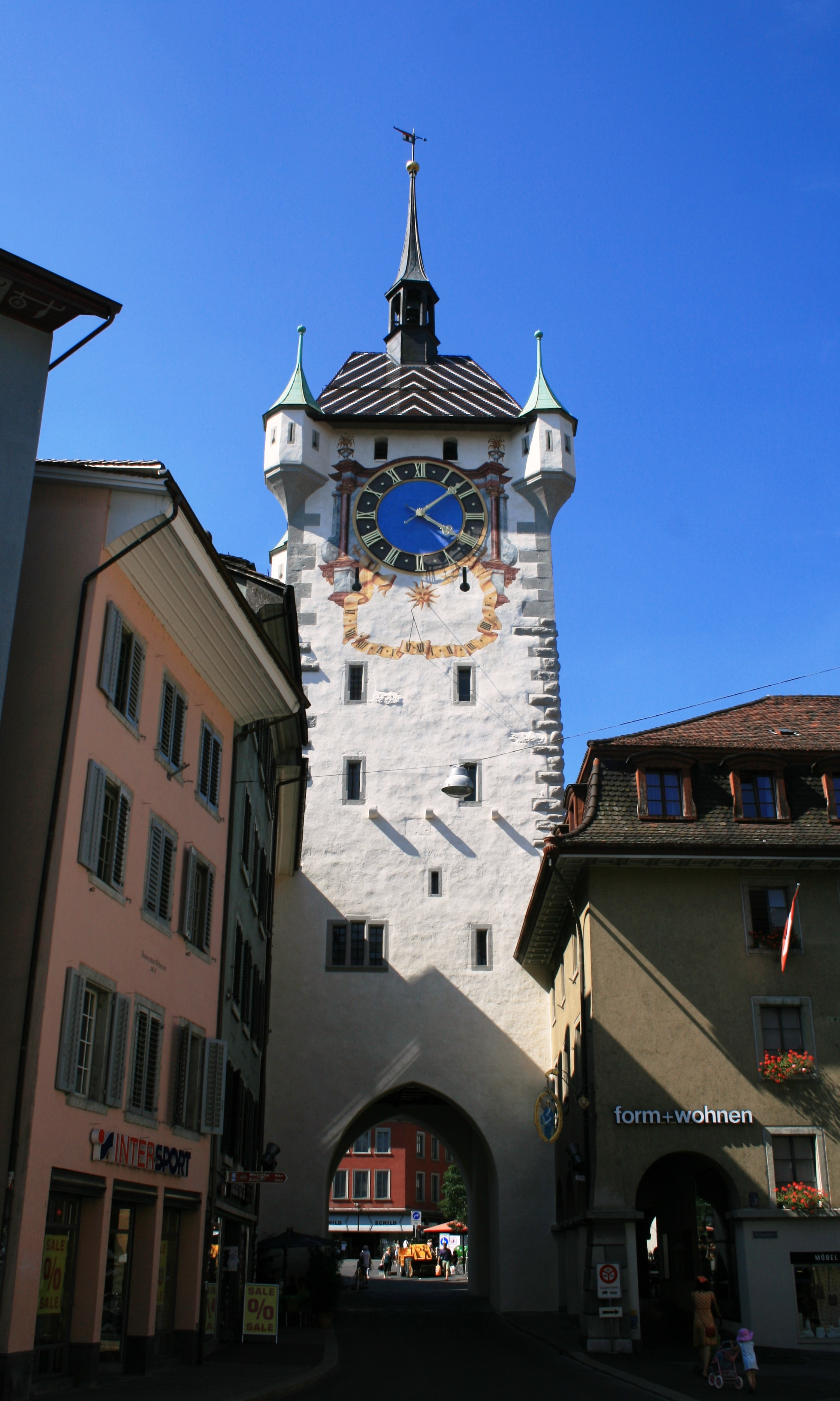
Die Seite zur Altstadt hin mit Fresko

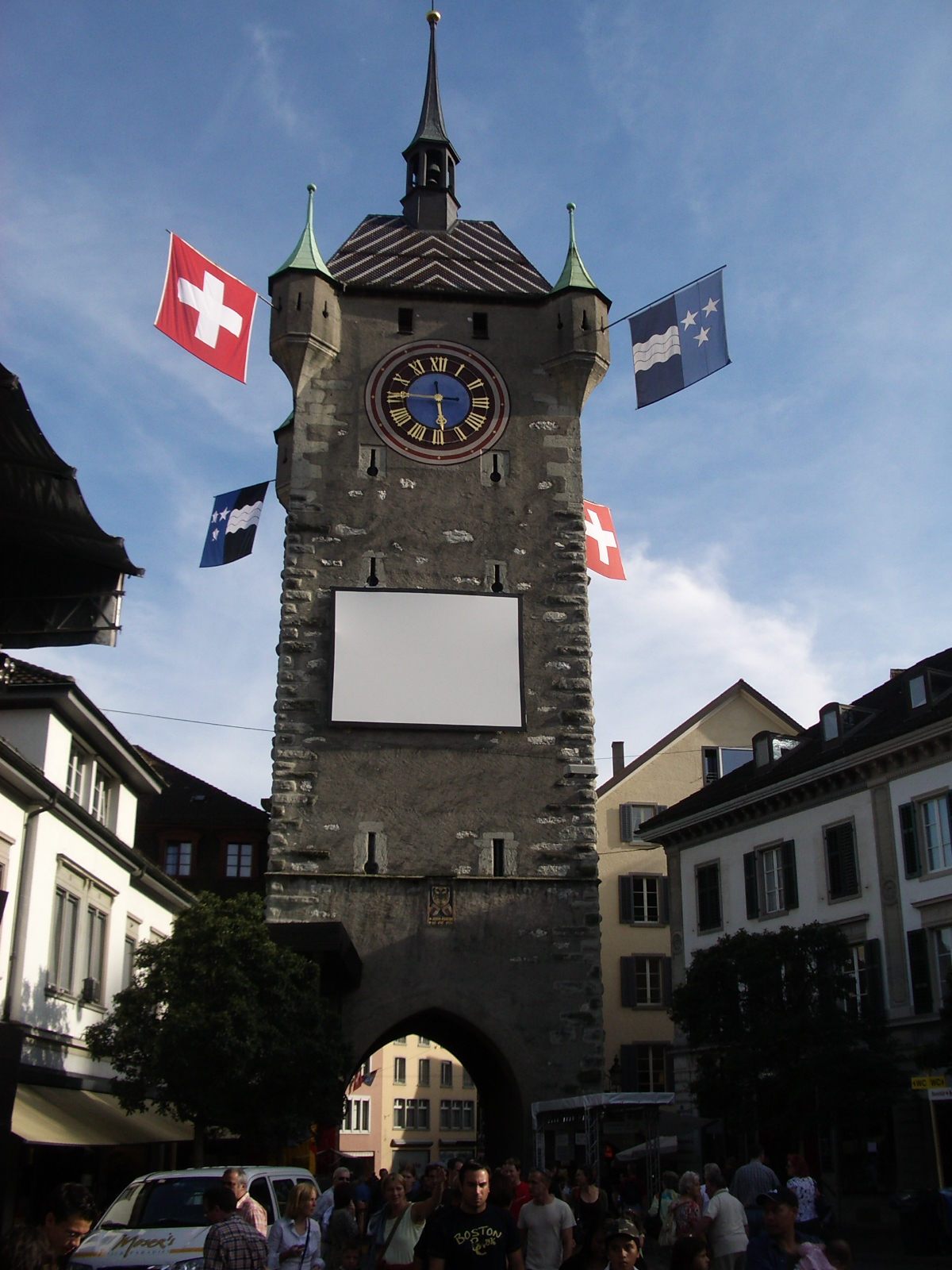
Stadtturm während der Badenfahrt 2007

Der Stadtturm (ursprünglich Bruggerturm oder Baderturm genannt) ist ein Torturm in der Altstadt von Baden in der Schweiz. Er entstand in der Mitte des 15. Jahrhunderts und diente als nördliches Stadttor. Neben dem Landvogteischloss ist er der einzige vollständig erhalten gebliebene Bestandteil der mittelalterlichen Stadtbefestigung. Mit seinem markanten Erscheinungsbild ist der 56,45 Meter hohe Turm ein Wahrzeichen der Stadt.

## Baugeschichte
Um 1360 entstand am Nordrand der Altstadt ein erster Turm, der jedoch rund 80 Jahre später wieder abgetragen wurde. Von 1441 bis 1448, während des Alten Zürichkriegs, war Baden wiederholt Angriffen von Truppen aus Zürich ausgesetzt. Während dieser Zeit arbeitete der einheimische Werkmeister Rudolf Murer an einem neuen Torturm mit Zwinger. Am 8. November 1445 widerstand der noch im Bau befindliche Turm einen Zürcher Angriff mit einem Rammbock.
In den Jahren 1481 bis 1483 wurde der Turm unter der Leitung von Martin Grülich aus Brugg um zwei Stockwerke erhöht und erhielt seine endgültige Höhe. Ergänzend kamen damals vier Erker, zwei Turmuhren und ein Dachreiter hinzu. 1620 bis 1623 erhielt der Turm ein zinnenbekröntes Vorwerk mit Wehrtürmchen und Fallbrücke, das die Stadt 1677–1679 im Rahmen der Erweiterung der Befestigung zur Bastion ausbauen liess. Nach ihrem Sieg im Zweiten Villmergerkrieg zerstörten die Zürcher 1712 die Bastion und der Turm hatte nunmehr eine reine Zierfunktion.
1755 folgte eine umfassende Renovation. Das unterste Stockwerk fiel 1842 bis 1846 einer Erweiterung des Tors zum Opfer; zur selben Zeit richtete man in den oberen Stockwerken beheizbare Gefängniszellen ein. 1873 installierte man ein neues modernes Uhrwerk, 1925 wurde der Turm (verbunden mit einer weiteren Verbreiterung des Torbogens) erneut saniert und unter Denkmalschutz gestellt. 1961 erfolgte die bisher letzte Torverbreiterung, die Fussgängerwege verlegte man in Durchgänge in den Nachbargebäuden. Bis 1984 diente der Turm als Bezirksgefängnis, seither wird er sporadisch für öffentliche Anlässe genutzt. Ein Sturm richtete 1990 starke Schäden am Dach und an der Turmspitze an, woraufhin man die Spitze erneuerte und mit Kupfer überzog sowie die Ziegel ersetzte.
Ab März 2008 wurde der Turm erneut renoviert. Der stark zementhaltige Naturputz war erst 1925 aufgetragen worden und entsprach dem damaligen Zeitgeist (Heimatstil). In den Jahrhunderten zuvor hatte der Turm stets einen Anstrich. 1977 wurde der Verputz imprägniert; allmählich drang aber durch Risse dennoch Feuchtigkeit ein, weshalb der Verputz vollständig erneuert werden musste. Zudem waren 2004 beträchtliche Bauschäden an den Fassaden festgestellt worden. Die Arbeiten waren im Juni 2009 abgeschlossen, seither präsentiert sich der Turm wieder im Zustand vor 1925.

## Gebäude
Der Stadtturm, früher zur Unterscheidung vom 1874 abgerissenen Mellingerturm an der Südseite der Altstadt Brugger- oder Baderturm genannt, bildet einen Durchgang zwischen der Weiten Gasse und dem Schlossbergplatz. Bis zur Eröffnung der Umfahrungsstrasse durch den Schlossbergtunnel im Jahr 1965 war das Tor ein Nadelöhr für den Durchgangsverkehr. Seither darf es nur noch von Fahrrädern und Bussen der RVBW passiert werden.
Der annähernd quadratische Grundriss weist eine Seitenlänge von 10,9 mal 10,4 Meter auf. Die Höhe beträgt 56,45 Meter, womit der Turm die übrigen Gebäude der Altstadt (mit Ausnahme der Stadtpfarrkirche Maria Himmelfahrt) deutlich überragt. Das Mauerwerk besteht durchgängig aus verputztem Kalkstein aus der näheren Umgebung, die Eckquader hingegen sind aus Sandstein gearbeitet, der aus einem Steinbruch in Mägenwil stammt. Das steile Walmdach über dem Turmschaft ist in den Stadtfarben Schwarz, Rot und Weiss in einer Sparrenmusterung mit glasierten Ziegeln gedeckt. Darüber erhebt sich ein sechskantiger Dachreiter aus Kupfer. Vier polygonale, stark ausladende Erker zieren die Ecken des obersten Stockwerks.
Das Bauwerk weist zahlreiche Verzierungen auf. Über dem nördlichen, der Stadt abgewandten Torbogen, befindet sich eine steinerne Reliefplatte. Auf dieser sind in Farbe der Doppeladler des Heiligen Römischen Reiches abgebildet, darunter zweimal das Badener Wappen und die Inschrift «anno domini MCCCCXLI» (im Jahr des Herrn 1441). Es handelt sich hierbei um die älteste erhalten gebliebene Darstellung des Stadtwappens. Die Südfassade ist geprägt von einem im Jahr 1793 gemalten spätbarocken Fresko auf ockergelbem Grund, das die Turmuhr sowie eine separate Sonnenuhr umrahmt. Das Zifferblatt der Turmuhr ist hellblau, Zeiger und Ziffern sind vergoldet.
Der Turm des 1892–1898 von Gustav Gull erbauten Schweizerischen Landesmuseums in Zürich ist eine Kopie des Badener Stadtturms, aber etwas weniger detailreich gestaltet. 2006 veröffentlichte die Schweizerische Post im Rahmen der nationalen Briefmarkenausstellung eine Sonderbriefmarke mit dem Stadtturm als Motiv.